# Доналд Мелцер
Доналд Мелцер (на английски: Donald Meltzer) е американски психоаналитик, последовател на Мелани Клайн, чийто учения са го направили много влиятелен в доста страни. Той става известен с клиничния си напредък в трудни условия в детството като аутизъм и също е познат с теоретичните си нововъведения и подобрения. Неговия фокус върху ролята на емоционалността и естетиката в поддържането на душевно здраве води до приемането му за ключова фигура в постклайновото движение, асоциирано с теорията на мисленето, създадена от Уилфред Бион.

## Публикации
На български език
- Проучвания на аутизма. Изд. Център за психосоциална подкрепа, 2019

На английски език
- The Psychoanalytical Process (Heinemann 1967), reprinted Perthshire: Clunie Press, 1970
- Sexual States of Mind (1973) Perthshire: Clunie Press
- Explorations in Autism: a psychoanalytic study (1975) Perthshire: Clunie Press
- with Martha Harris: A psychoanalytic model of the child-in-the-family-in-the-community (a study commissioned by the United Nations, published in French in 1976 and first published in English in Sincerity: Collected Papers of Donald Meltzer (1994).
- The Kleinian Development: Book I (Freud), Book II (Klein), Book III (Bion). Single-volume edition Perthshire: Clunie Press, 1978
- Dream Life: a re-examination of the psycho-analytical theory and technique (1983) Perthshire: Clunie Press
- Studies in Extended Metapsychology: clinical applications of Bion’s ideas (1986) Perthshire: Clunie Press
- with Meg Harris Williams: The Apprehension of Beauty: the role of aesthetic conflict in development, art and violence (1988) Perthshire: Clunie Press
- The Claustrum: an investigation of claustrophobic phenomena (1992) Perthshire: Clunie Press